# オリヴァー・クリス
オリヴァー・グレアム・クリス（英語: Oliver Graham Chris、1978年11月7日生）はイングランド人の俳優である。テレビ、映画、舞台などで活動し、ロンドンのウェスト・エンドやニューヨークのブロードウェイの舞台に出演している。2012年には『一人の男と二人の主人』に出演し、ローレンス・オリヴィエ賞助演男優賞候補となった。2019年にはブリッジ・シアターで上演された『夏の夜の夢』では、ボトムと恋に落ちるオーベロン役を演じた。

## 生い立ち
ケント州タンブリッジ・ウェルズにて1978年11月7日に生まれる。イレブンプラスの試験に合格し、タンブリッジ・ウェルズ男子グラマースクールで学んだ後、4年次シュタイナー教育をする学校であるマイケル・ホールに転校した。その後、セントラル・スクール・オブ・スピーチ・アンド・ドラマで学び、ロンドン大学バークベック・カレッジの夜学コースを修了した。

## キャリア

### 演技
2001年にテレビシリーズ『The Office』に出演した。2006年には『ハイっ、こちらIT課!』に出演している。2007年にはウィルトンズ・ミュージック・ホール にてシェイクスピアの『じゃじゃ馬ならし』にペトルーチオ役として出演した。2008年末にリサ・クロンのコメディ Well でウェスト・エンドデビューした。 
2010年にキングストン・アポン・テムズのローズ・シアターにて、ピーター・ホール演出の『夏の夜の夢』にジュディ・デンチと共に出演した。2011年には『一人の男と二人の主人』に出演し、ローレンス・オリヴィエ賞の助演男優賞候補となった。 
2014年よりクリスはウェスト・エンドにて舞台劇 King Charles III でウィリアム王子を演じ、2017年5月にBBC2の翻案でも同じ役を演じた。
2017年2月から5月まで、クリスはロイヤル・ナショナル・シアターの『十二夜』でオーシーノーを演じた。2017年12月にはブリッジ・シアターの杮落とし公演であるリチャード・ビーン作『ヤング・マルクス』でフリードリヒ・エンゲルス役を演じた。2019年には同じくブリッジ・シアターにて、ニコラス・ハイトナー演出の『夏の夜の夢』でシーシアスとオーベロン役を演じた 。このプロダクションでは元の台本と異なり、グェンドリン・クリスティー演じるティターニアではなくクリス演じるオーベロンがボトムと恋に落ちる。ポール・テイラーは『インデペンデント』の劇評で、クリスのオーベロンを「最高に可笑しい」と評した。『タイムズ文芸付録』のスティグ・エイベルは、オーベロンとシーシアスの2役を演じたおかげてクリスが「崇高とばかばかしさ、息苦しさと精力絶倫をかわるがわる表現できるように」なっていると考えた。

### 執筆
クリスは2018年にウィンチェスター・グレート・ホールで初演され、その後サム・ワナメイカー・プレイハウスで上演された Ralegh: The Treason Trial の台本執筆に携わった。2020年にはリチャード・ビーンと共作でリチャード・ブリンズリー・シェリダンの『恋がたき』を翻案し、ナショナル・シアターのオリヴィエ・シアターで上演されることになっていた Jack Absolute Flies Again を書いた。この作品は新型コロナウイルス感染症の世界的流行により上演延期となり、2022年に初演された。

## 私生活
2007年からレイチェル・スターリングと交際してその後婚約したが、2012年に婚約は破棄された。

## 出演作品

### 映像作品（テレビ及び映画）
| Year         | Title                                                     | Role                         | Notes                                      |
| ------------ | --------------------------------------------------------- | ---------------------------- | ------------------------------------------ |
| 2000         | Lorna Doone                                               | Charley Doone                | テレビ映画                                 |
| 2001         | 『The Office』                                            | Ricky Howard                 | 6話                                        |
| 2002         | The Gathering                                             | Brett                        |                                            |
| 2002         | Rescue Me                                                 | Luke Chatwin                 | レギュラー                                 |
| 2002         | The Real Jane Austen                                      | Tom Lefroy                   |                                            |
| 2003         | The Other Boylen Girl                                     | Henry Percy                  | テレビ映画                                 |
| 2003         | Casualty                                                  | Tim Lasky                    | "The Point of No Return"                   |
| 2003         | Sweet Medicine                                            | Geoff                        | Episode 1.8                                |
| 2003         | Frankenstein: Birth of a Monster                          | パーシー・ビッシュ・シェリー | テレビ映画                                 |
| 2004         | 『ブリジット・ジョーンズの日記 きれそうなわたしの12か月』 | Director in Gallery          |                                            |
| 2004–2006    | Green Wing                                                | Boyce                        | 18話                                       |
| 2005         | Nathan Barley                                             | Max Herbert                  | レギュラー                                 |
| 2005         | According to Bex                                          | Ryan                         | レギュラー                                 |
| 2006         | 『ハイっ、こちらIT課!』                                   | ダニエル                     | 'Fifty-Fifty'                              |
| 2006         | Sharpe's Challenge                                        | Leonard                      | テレビ映画                                 |
| 2006         | Tripping Over                                             | Sam                          | 4話                                        |
| 2006         | Corpse                                                    | Kevin Brown                  | 短編                                       |
| 2007         | Bonkers                                                   | Marcus Lewis                 | レギュラー                                 |
| 2007         | 『フィニアスとファーブ』                                  | Mr Macabre (voice)           | "Terrifying Tri-State Trilogy of Terror"   |
| 2008         | Fairy Tales                                               | Vukoosin Ergovich            | テレビのミニシリーズ、'Rapunzel'           |
| 2008         | 『ホテル・バビロン』                                      | David Duncan                 | Episode 3.1                                |
| 2009         | FM                                                        | Matt Kyle                    | 1 episode: 'Blinded by the Light'          |
| 2010         | Huge                                                      | Darren                       |                                            |
| 2011         | Silent Witness                                            | James Sabiston               | 2 episodes                                 |
| 2011         | 『一人の男と二人の主人』                                  | スタンリー・スタバーズ       | ナショナル・シアター・ライブによる舞台収録 |
| 2013         | Breathless                                                | Richard Truscott             |                                            |
| 2013–2015    | Bluestone 42                                              | Captain Nick Medhurst, ATO   | レギュラー                                 |
| 2015         | The Scandalous Lady W                                     | Viscount Deerhurst           | テレビ映画                                 |
| 2017         | King Charles III                                          | ウィリアム王子               | テレビ映画                                 |
| 2016–2022    | Motherland                                                | Paul                         | 助演                                       |
| 2018         | The Queen and I                                           | Prince of Wales              | Sky One                                    |
| 2018         | 『刑事モース〜オックスフォード事件簿〜』                  | エリオット・ヴィンクヴィスト | ITV                                        |
| 2020         | 『ドクター・ドリトル』                                    | ガレス                       |                                            |
| 2020         | 『ミス・マルクス』                                        | フレデリック・デムート       |                                            |
| 2020         | 『EMMA エマ』                                             | ジョン・ナイトリー           |                                            |
| 2020–present | 『Trying 〜親になるステップ〜』                           | フレディ                     | Apple TV+                                  |
| 2021         | A Very British Scandal                                    | George Emslie                | BBC One (1話)                              |
| 2022         | 『ザ・クラウン』                                          | ジェームズ・コルサースト     | Episode: "The System"                      |
| 2022         | 『生きる LIVING』                                         | ハート                       |                                            |
| 2022         | 『きっと、それは愛じゃない』                              | ジェームズ                   |                                            |
| 2023         | Maternal                                                  | Guy Cavendish                | ITV drama                                  |
| TBA          | Rivals                                                    | James Vereker                | 制作中                                     |

### 舞台
| Year      | Title                          | Role                                     | Theatre                                                                                             |
| --------- | ------------------------------ | ---------------------------------------- | --------------------------------------------------------------------------------------------------- |
| 2002      | 『真面目が肝心』               | アルジャノン                             | ロイヤル・シアター（ノーザンプトン）                                                                |
| 2007      | 『じゃじゃ馬ならし』           | ペトルーチオ                             | ウィルトンズ・ミュージック・ホール                                                                  |
| 2007      | 『シラノ・ド・ベルジュラック』 | クリスチャン                             | ロイヤル・エクスチェンジ・シアター（マンチェスター）                                                |
| 2008      | 『ある婦人の肖像』             | グッドウッド                             | UKツアー                                                                                            |
| 2010      | 『夏の夜の夢』                 | ニック・ボトム                           | ローズ・シアター（キングストン・アポン・テムズ）                                                    |
| 2011      | 『一人の男、二人の主人』       | スタンリー・スタバーズ                   | ロイヤル・ナショナル・シアター（リトルトン）、 UK2011年ツアー、アデルフィ・シアター、ブロードウェイ |
| 2014–2016 | King Charles III               | ウィリアム王子                           | アルメイダ・シアター、ウィンダムズ・シアター、ブロードウェイ                                        |
| 2014      | Great Britain                  | Asst. Commissioner Donald Doyle Davidson | ロイヤル・ナショナル・シアター（リトルトン）                                                        |
| 2017      | 『十二夜』                     | オーシーノー                             | ロイヤル・ナショナル・シアター（オリヴィエ）                                                        |
| 2017      | 『ヤング・マルクス』           | フリードリヒ・エンゲルス                 | ブリッジ・シアター                                                                                  |
| 2019      | 『夏の夜の夢』                 | オーベロン／シーシアス                   | ブリッジ・シアター                                                                                  |